# James Milner (signore di Sark)
James Milner (... – 1730) è stato il nono Signore di Sark.
Comprò il feudo di Sark da John Johnson nel 1723 per 5'000 sterline e fu Signore di Sark fino alla  sua morte. Il suo erede Joseph Wilcocks, il futuro vescovo di Gloucester, vendette il feudo a Susanne le Pelley senza mai pretendere per sé il titolo di Signore.